# Frédéric Guimard
Frédéric Guimard, né le 12 juin 1970 à Nantes (Loire-Atlantique), est un footballeur français. Formé au Stade rennais, ce milieu de terrain joue ensuite à  Amiens sc, au Red Star et à Troyes.

## Biographie
Frédéric Guimard est le fils du  dirigeant d'équipe cycliste et ancien coureur cycliste professionnel Cyrille Guimard.
Formé au Stade rennais, il débute chez les professionnels le 29 mai 1987 à l'âge de 16 ans, 11 mois et 17 jours, à l'occasion d'une rencontre perdue face au FC Metz, lancé par Patrick Rampillon qui a pris la direction de l'équipe rennaise quatre mois plus tôt. Il devient alors le plus jeune joueur à avoir disputé un match de compétition officielle sous le maillot rennais. Record qu'il perd le 6 avril 2019 lorsqu'Eduardo Camavinga fait sa première apparition sous le maillot du Stade rennais à 16 ans 4 mois et 27 jours.
Lors de l'intersaison 1996, en fin de contrat au Red Star après une saison moyenne (1 seul match titulaire), il participe à Clairefontaine au stage de l'UNFP destiné aux joueurs sans contrat.

## Carrière
- 1986-1991 : Stade rennais (Ligue 1)
- 1991-1992 : Amiens SC( Ligue 2)
- 1992-1996 : Red Star (ligue 2)
- 1996-1998 : Troyes AC (Ligue 2)